# ريغي أوتيرو
ريغي أوتيرو هو لاعب كرة قاعدة كوبي، ولد في 7 سبتمبر 1915 في هافانا في كوبا، وتوفي في 21 أكتوبر 1988 في هياليه في الولايات المتحدة.

## وصلات خارجية
- ريغي أوتيرو على موقعبيزبول رفرنس.كوم (الدوري الرئيسي) (الإنجليزية)